# آلگاچ
آلگاچ (به لاتین: Algach) یک منطقهٔ مسکونی در روسیه است که در استان آمور واقع شده‌است.